# Valcarlos
Valcarlos (cooficialmente en euskera: Luzaide) es una villa y municipio español de la Comunidad Foral de Navarra, situado en la Merindad de Sangüesa, en la comarca de Auñamendi y a 64 km de la capital de la comunidad, Pamplona. Su población en 2024 era de 309 habitantes (INE). Desde el punto de vista lingüístico, es parte de la «Zona Vascófona» establecida por la Ley Foral del Euskera.

## Toponimia
Valcarlos es una población que tiene una doble tradición en su nombre, una romance y otra euskera, que son completamente diferentes. Históricamente sólo el nombre romance, Valcarlos, ha sido oficial, quedando el nombre en euskera relegado a ámbitos no oficiales. Sin embargo, desde el 31 de enero de 1989 ambos topónimos pasaron a ser cooficiales.
El nombre romance del municipio, Valcarlos, se ha asociado tradicionalmente a la figura de Carlomagno, a la Canción de Roldán y la mítica Batalla de Roncesvalles. El peregrino francés Aymeric Picaud que atravesó estas tierras en el siglo XII dejó escrito lo siguiente sobre Valcarlos en el Codex Calixtinus:

Junto a este monte, hacia el norte, hay un valle que se llama Valcarlos, en el que acampó el mismo Carlomagno con sus ejércitos cuando los guerreros fueron muertos en Roncesvalles, y por el que pasan también muchos peregrinos que van a Santiago y no quieren escalar el monte.

El nombre vasco de la localidad, Luzaide, significa probablemente 'camino largo', de luze 'largo' y bidea 'camino'. El filólogo vascofrancés Jean-Baptiste Orpustan opina que el topónimo hace referencia al largo trayecto que se veían obligados a realizar los pastores navarros con sus rebaños cuando atravesaban el valle, antes de que se estableciera un núcleo de población estable en el mismo.
Ambos topónimos, Luzaide y Valcarlos, hacen referencia al conjunto del municipio. El núcleo central, y capital del mismo, recibe el nombre de Elizaldea ('zona de la iglesia' en lengua vasca). El gentilicio de los habitantes de Valcarlos es luzaidarra, que proviene del nombre vasco de la población, y valcarlino o valcarluno, como recoge también la Gran enciclopedia de Navarra.

## Geografía
Valcarlos se encuentra en la vertiente norte de los Pirineos. Esta situación en medio de una accidentada orografía, al pie de Ibañeta y rodeado de montes de considerable altura, dificulta sus comunicaciones con Pamplona, que se realizan a través de una carretera sinuosa y complicada.
Las poblaciones más próximas, dada la situación fronteriza de la localidad, se hallan ya dentro de territorio francés, en la Tierra de Ultrapuertos del antiguo Reino de Navarra o Baja Navarra actual. Las relaciones de tipo comercial e incluso familiar con esta zona son, por ello, muy intensas desde tiempos muy antiguos, por encima de divisiones administrativas.
Como curiosidad se debe añadir que este municipio es de los pocos territorios españoles situados en la vertiente norte de los Pirineos, perteneciendo el río Valcarlos a la cuenca del río Adur.

### Límites
El municipio limita al norte y al este con la localidad francesa de Arnéguy, en la Baja Navarra, incluida dentro del Cantón de Montaña Vasca, al oeste con el municipio francés de Banca, del mismo Cantón de Montaña Vasca, y al sur con las localidades de Roncesvalles y en menor grado, Burguete y Orbaiceta, ésta en el vecino valle de Aézcoa.

### Barrios

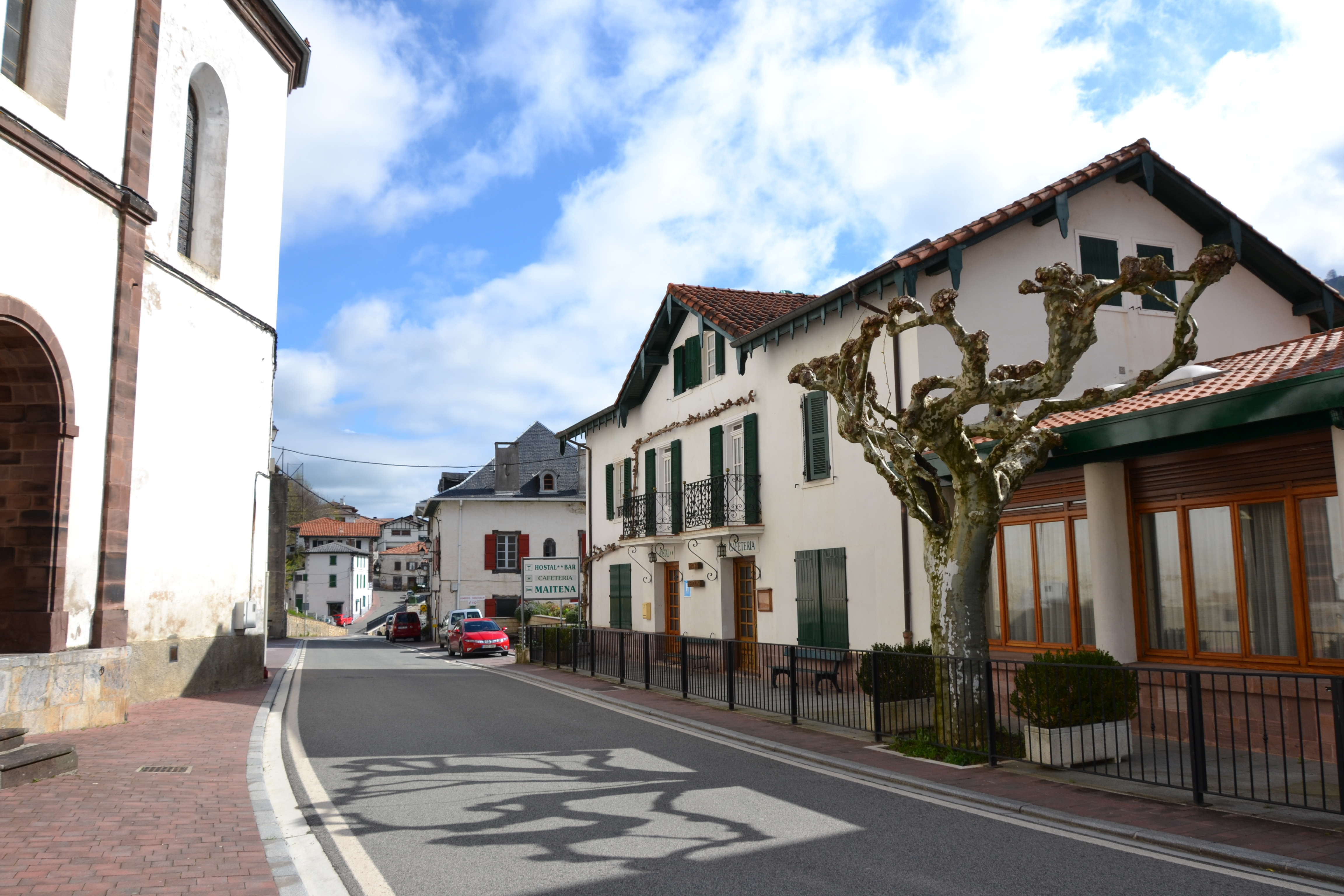
Calle de la localidad

Valcarlos es una localidad que no se desarrolla en torno a un único núcleo habitado, sino que se divide en pequeños barrios distantes uno de otro, entre unos cientos de metros y varios kilómetros.
El centro, no sólo geográfico sino funcional, es Elizaldea, es decir, el núcleo en torno a la iglesia (Elizaldea significa 'Junto a la iglesia', en euskera). Cerca de este barrio principal, se encuentran los de Gaindola al sur y Azoleta al oeste. Más alejados, al norte está Pekotxeta y al sur Gañekoleta (indicando con su nombre en vasco su situación sobre el terreno, más baja el primero o más alta el segundo).
El límite sobre la línea fronteriza lo constituye una serie de «Ventas» que han acabado por configurar otra zona habitada más, dedicada al comercio con las localidades vecinas al norte de la frontera. Los cambios en la demarcación de la frontera ocurridos durante los últimos siglos, han llevado a que el núcleo situado al este, y cuyo nombre es Ondarrola (Ondarolle en francés), pertenezca hoy administrativamente a Francia.

## Historia

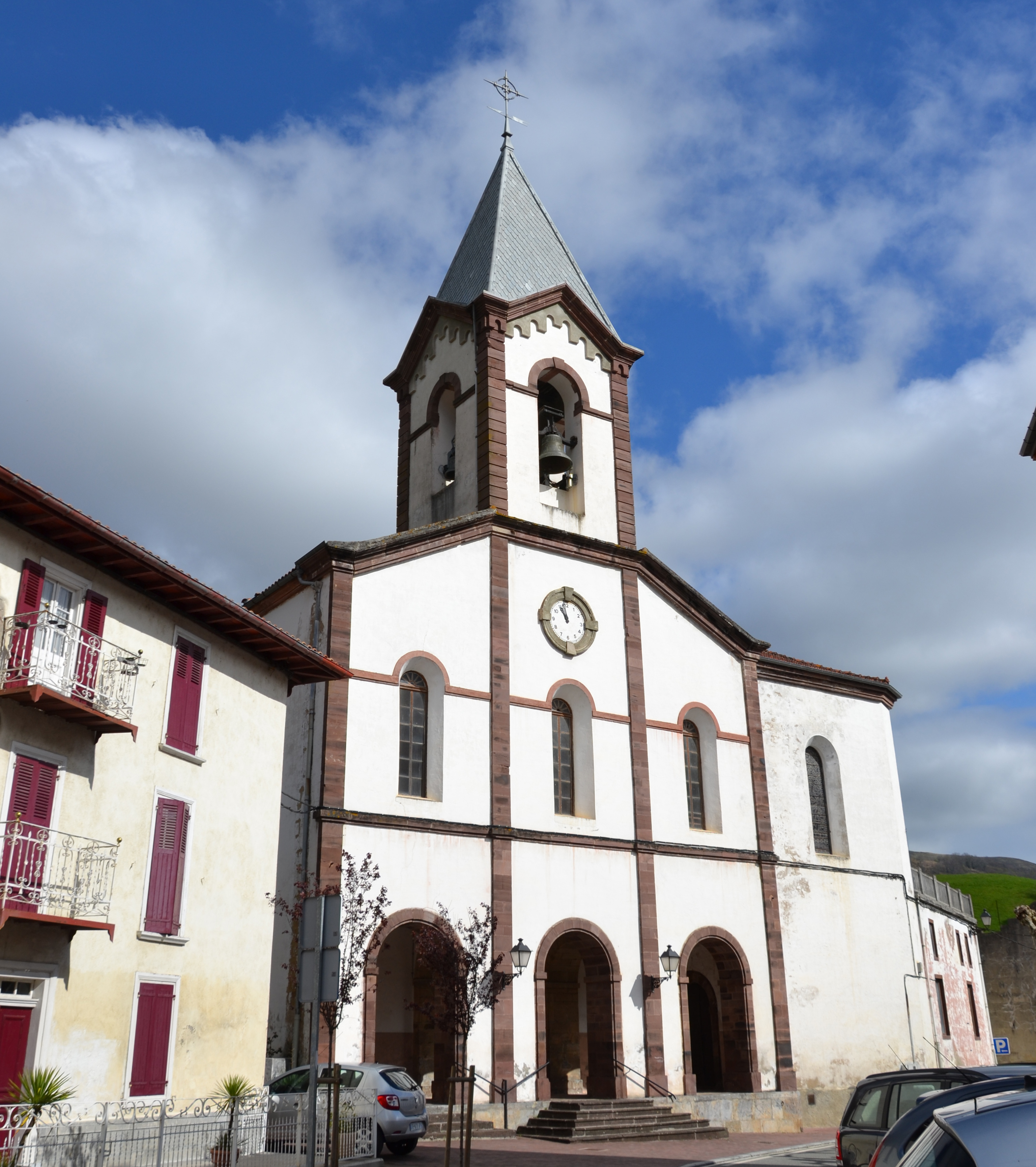
Iglesia parroquial de la localidad

El poblamiento de la zona en la que se encuentra Valcarlos, es muy antiguo. Existen restos prehistóricos que así lo confirman.
En tiempos más cercanos, suele situarse en su entorno cercano el lugar en el que se produjo la batalla de Roncesvalles, en la que en 778 la retaguardia del ejército de Carlomagno, que volvía tras una campaña militar al sur de los Pirineos, fue derrotada por los naturales del país que les tendieron una emboscada. La gesta dio origen a la Chanson de Roland y, según se dice, acabó dando nombre al propio pueblo (Valle de Carlos) en lengua romance.
Valcarlos, por su situación, perteneció durante un tiempo a la merindad de Ultrapuertos, es decir, a la parte del Reino de Navarra que se situaba al norte de los Pirineos, pero ya para el siglo XV se le vincula al Valle de Erro, al igual que una parte del sur de la actual Baja Navarra. Tiene Ayuntamiento desde 1592.
Su emplazamiento en la frontera ha hecho de Valcarlos protagonista de numerosos hechos bélicos, como durante la guerra de la Convención en 1793, y ha marcado también los límites del propio territorio municipal.

## Demografía
Valcarlos cuenta con una población de 309 habitantes (INE 2024).

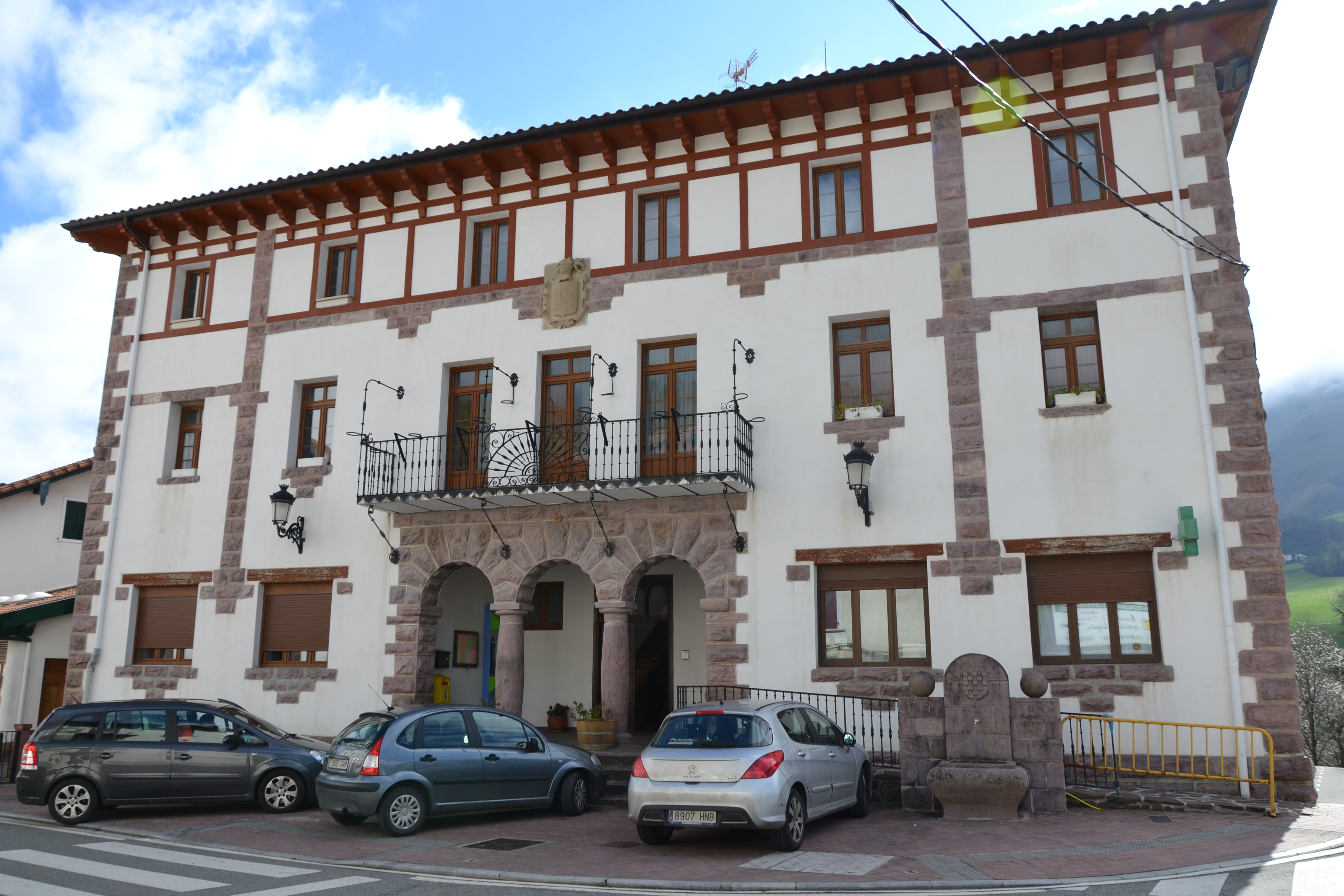
Casa consistorial

| Gráfica de evolución demográfica de Valcarlos entre 1842 y 2021 |
| |
| Población de derecho según los censos de población del INE Población de hecho según los censos de población del INEEn estos censos se denominaba Valcarlos: 1842, 1857, 1860, 1877, 1887, 1897, 1900, 1910, 1920, 1930, 1940, 1950, 1960, 1970 y 1981 |

## Cultura

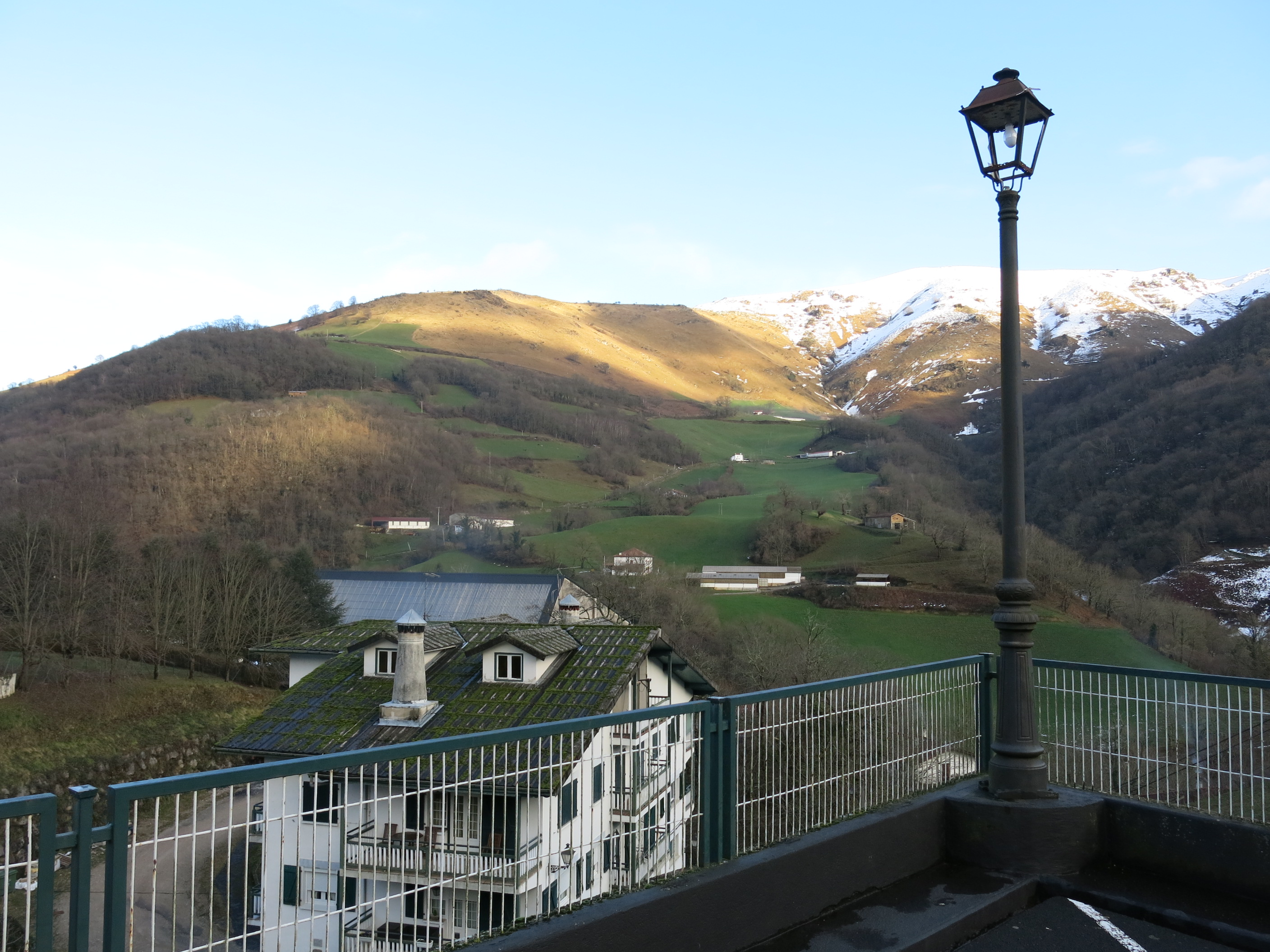

### El Camino de Santiago
El llamado Camino Francés cruza Valcarlos en su recorrido desde San Juan Pie de Puerto a Roncesvalles. De hecho es Valcarlos la primera localidad navarra y española del Camino que, desde la época medieval, ha sido atravesado por un gran número de peregrinos en su viaje hacia Santiago de Compostela, aunque también es un buen lugar donde comenzar disponiendo del albergue municipal para alojar a los peregrinos que lo deseen.

### Tradiciones y folclore

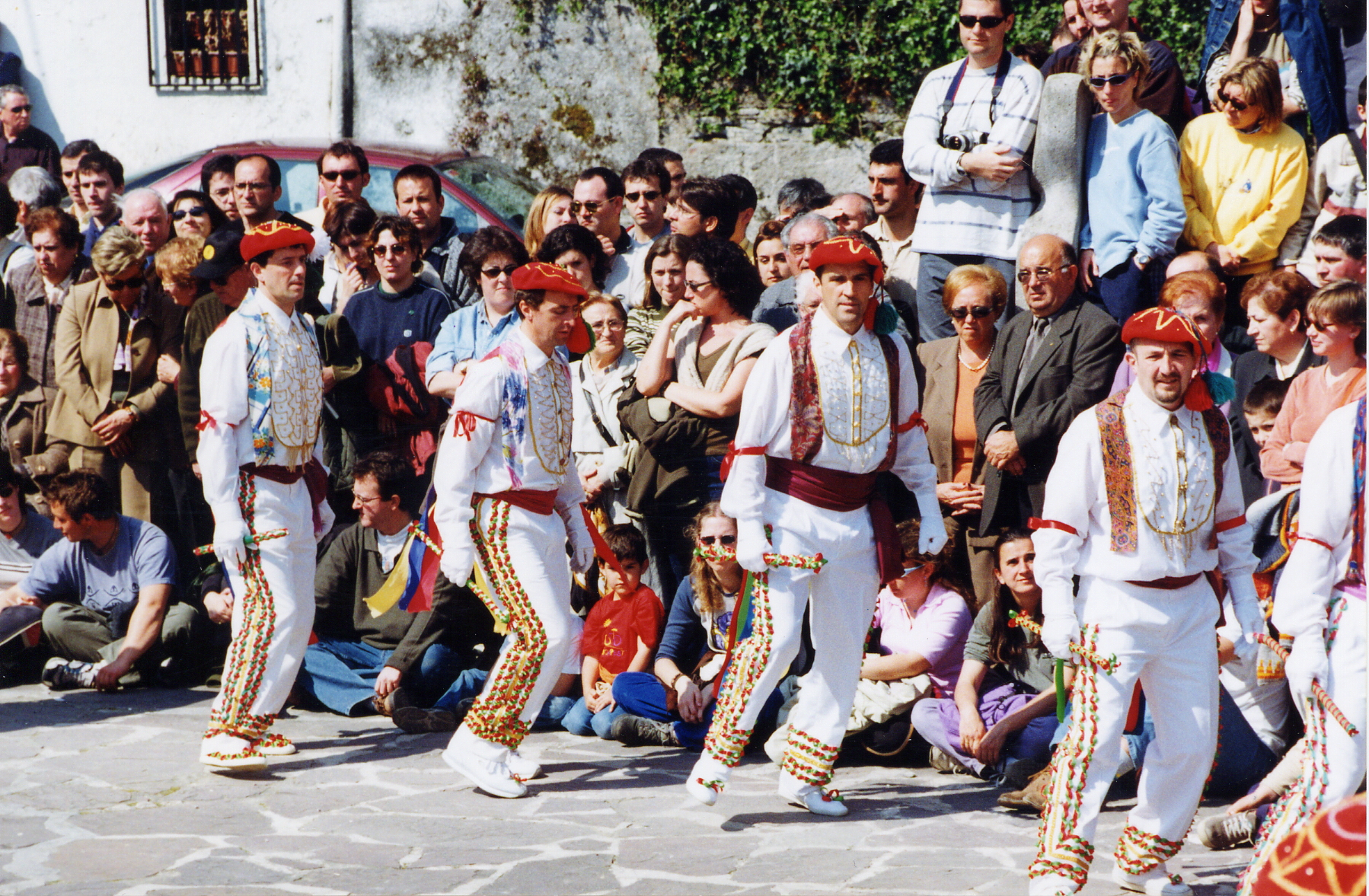
Bailes tradicionales en Valcarlos en 2010

Desde el punto de vista folclórico, Valcarlos se incluye en la Baja Navarra. El día grande a este respecto es el de Bolantes. Este es el nombre que se les da a los dantzaris de la localidad que celebran su fiesta actualmente el día de Pascua de Resurrección, recorriendo en cortejo el centro del pueblo vestidos con sus trajes tradicionales y ejecutando diversas danzas.
En esta fiesta, cuyo origen está en los Carnavales tradicionales de la zona y a la que acuden numerosos visitantes de las localidades próximas y de otras más alejadas, se bailan las Bolant-iantzak, o danzas de Bolantes, Erdixka-Lauetan, los Jauziak y las que realizan los Makilariak o danzantes que portan la makila o palo, arrojándolo a lo alto y recogiéndolo después.
Los preparativos de la fiesta, en la que interviene un buen número de luzaidarras, se extienden durante los meses previos, con reuniones en las que se eligen los «mayordomos» o gorriak y los distintos cargos o personajes del cortejo, como son el banderari o portador de la bandera, el makilari (o los makilariak), zapurrak, atxo ta tupiñak, etc., cada uno de los cuales tiene un papel en la fiesta, que se desarrolla durante todo el día.

### Idioma
Valcarlos se encuentra en la Zona Vascófona establecida por la Ley Foral del Vascuence donde el castellano y el euskera son cooficiales. A pesar de que está situada en Navarra, el euskera hablado tradicionalmente en Valcarlos está clasificado dentro del euskara bajo-navarro, como el que se habla del otro lado de la frontera en Arnéguy o Baigorri.